# Walter Zeman
Walter Zeman (Viena, Austria, 1 de mayo de 1927-ibídem, 8 de agosto de 1991) fue un futbolista austríaco que jugaba como guardameta.
Desde abril de 2010, una calle de su Viena natal lleva su nombre en su honor.

## Fallecimiento
Murió el 8 de agosto de 1991 tras una grave enfermedad, a la edad de 64 años.

## Selección nacional
Fue internacional con la selección de fútbol de Austria en 41 ocasiones. Formó parte de la selección que obtuvo el tercer lugar en la Copa del Mundo de 1954, siendo el mayor éxito en la historia del fútbol austríaco hasta la fecha.

### Participaciones en Copas del Mundo
| Mundial                        | Sede  | Resultado    | Partidos | Goles |
| ------------------------------ | ----- | ------------ | -------- | ----- |
| Copa Mundial de Fútbol de 1954 | Suiza | Tercer lugar | 1        | 0     |

## Clubes
| Club           | País    | Año       |
| -------------- | ------- | --------- |
| FC Viena       | Austria | 1943-1945 |
| SK Rapid Viena | Austria | 1945-1961 |
| Salzburger AK  | Austria | 1961-1962 |

## Palmarés

### Campeonatos nacionales
| Título               | Club           | País    | Año  |
| -------------------- | -------------- | ------- | ---- |
| Campeonato austríaco | SK Rapid Viena | Austria | 1946 |
| Copa de Austria      | SK Rapid Viena | Austria | 1946 |
| Campeonato austríaco | SK Rapid Viena | Austria | 1948 |
| Campeonato austríaco | SK Rapid Viena | Austria | 1951 |
| Campeonato austríaco | SK Rapid Viena | Austria | 1952 |
| Campeonato austríaco | SK Rapid Viena | Austria | 1954 |
| Campeonato austríaco | SK Rapid Viena | Austria | 1956 |
| Campeonato austríaco | SK Rapid Viena | Austria | 1957 |
| Campeonato austríaco | SK Rapid Viena | Austria | 1960 |
| Copa de Austria      | SK Rapid Viena | Austria | 1961 |

### Copas internacionales
| Título        | Club           | Sede            | Año  |
| ------------- | -------------- | --------------- | ---- |
| Copa Zentropa | SK Rapid Viena | Viena (Austria) | 1951 |

### Distinciones individuales
| Distinción                                | Año  |
| ----------------------------------------- | ---- |
| Personalidad deportiva del año en Austria | 1950 |
| Futbolista del año en Austria             | 1951 |
| Futbolista del año en Austria             | 1952 |
| Futbolista del año en Austria             | 1953 |